# Valduggia
Valduggia é uma comuna italiana da região do Piemonte, província de Vercelli, com cerca de 2.363 habitantes. Estende-se por uma área de 28 km², tendo uma densidade populacional de 84 hab/km². Faz fronteira com Boca (NO), Borgosesia, Cellio, Gargallo (NO), Grignasco (NO), Madonna del Sasso (VB), Maggiora (NO), Pogno (NO), Soriso (NO).

## Demografia
| Variação demográfica do município entre 1861 e 2011                               |
|                                                                                   |
| Fonte: Istituto Nazionale di Statistica (ISTAT) - Elaboração gráfica da Wikipedia |